# Miguel Argaya Roca
Miguel Argaya Roca (Valencia, 14 de abril de 1960) es un escritor, historiador y poeta español. 

## Biografía
Estudió la Licenciatura de Historia en su ciudad natal, donde trabó amistad con poetas de las más diversas generaciones, como Vicent Casp, Pedro J. de la Peña, Ricardo Bellveser, Alfonso López Gradolí, Antonio Carlos González, Juan Pablo Zapater, José Luis Martínez, y Vicente Gallego. 
En 1987 se trasladó a Talavera de la Reina donde impartió clases de Historia, Literatura Universal, Geografía y Filosofía en el colegio católico Santa María del Prado de los Hermanos Maristas y en el colegio de la Orden de Hijas de María Nuestra Señora (ONS).
 
En 1989 fundó la revista Omarambo, que se mantuvo hasta 1992. En 1998 fundó Norma. Revista de poesía y pensamiento, junto a Jaime Olmedo, con quien la dirigió hasta 2002. Es padre de la escritora de literatura infantil Belén Argaya.

## Trayectoria

### Obra poética
En 1987 publicó su primera obra poética: Elementos para un análisis específico de los poblamientos indígenas, a la que siguieron Luces de gálibo (1990), Geometría de las cosas irregulares (1992), Carta triste a Jorge (1993), Curso, caudal y fuentes del Omarambo (1997), Laberinto de derrotas y derivas (1999), Pregón de trascendencias (2000), La Ciudad El Deshielo La Palabra (2007) y Práctica del amor platónico (2017).

### Investigación histórica
Como historiador, es autor de estudios sobre el falangismo y la figura de José Antonio Primo de Rivera, como Entre lo espontáneo y lo difícil (Apuntes para una revisión de lo ético en el pensamiento de José Antonio Primo de Rivera) (1996), Los viejos postulados de la Nueva Derecha (El fascismo en la era posmoderna) (1998), Los fundamentos de la Falange (2000) e Historia de los falangistas en el franquismo (2003). Ha realizado cerca de medio centenar de entradas sobre personajes falangistas o filofalangistas para el Diccionario Biográfico Español de la Real Academia de la Historia. 
Ha publicado también una interpretación de la historia de España: La España por venir (2006), en la que se da a entender que el proceso de disolución de España se debe a la incapacidad de la Modernidad ilustrada para dar a España un proyecto nacional sugerente.

### Premios
En 1989 obtuvo el premio Rey Juan Carlos con su obra Luces de gálibo. En 1991 recibió un accésit del premio Adonais, con su obra Geometría de las cosas irregulares. En 2000 ganó el premio Luys Santa Marina-Ciudad de Cieza.

### Ensayo
- Entre lo espontáneo y lo difícil (Apuntes para una revisión de lo ético en el pensamiento de José Antonio Primo de Rivera). Oviedo, TARFE, 1996. ISBN 84-921050-6-2
- Los viejos postulados de la Nueva Derecha. El fascismo en la era posmoderna. Círculo Nuevo Criterio, La Coruña, 1998.
- Los fundamentos de la Falange. Falange Española de las JONS. 2000.
- Historia de los falangistas en el franquismo. Madrid, Plataforma 2003, 2003. ISBN 84-96198-07-3
- La España por venir: una interpretación histórica de España. Madrid, Vision Libros, 2007. ISBN 84-9821-470-X

### Poesía
- Luces de Gálibo. Visor Libros, S.L., 1990. ISBN 84-7522-256-0
- Geometría de las cosas irregulares. Rialp, 1992. ISBN 84-321-2858-9
- Carta triste a Jorge. Ediciones Aitana, 1993. ISBN 84-86156-25-4
- Curso, caudal y fuentes del Omarambo. Edición del autor, 1997. ISBN 84-605-6944-6
- Laberinto de derrotas y derivas. Ediciones Vitruvio, 1998. ISBN 84-89795-16-9
- Pregón de trascendencias. Ediciones Vitruvio, 2001. ISBN 84-89795-34-7
- La ciudad, el deshielo, la palabra. Juan Pastor, Editor. Devenir, 2007. ISBN 978-84-96313-48-4
- Práctica del amor platónico. Juan Pastor, Editor. Devenir, 2017. ISBN 978-84-16459-35-3

### Novela
- Zatoro. Edición del autor, 2020. ISBN 979-86-56022-27-9